# Universität La Réunion

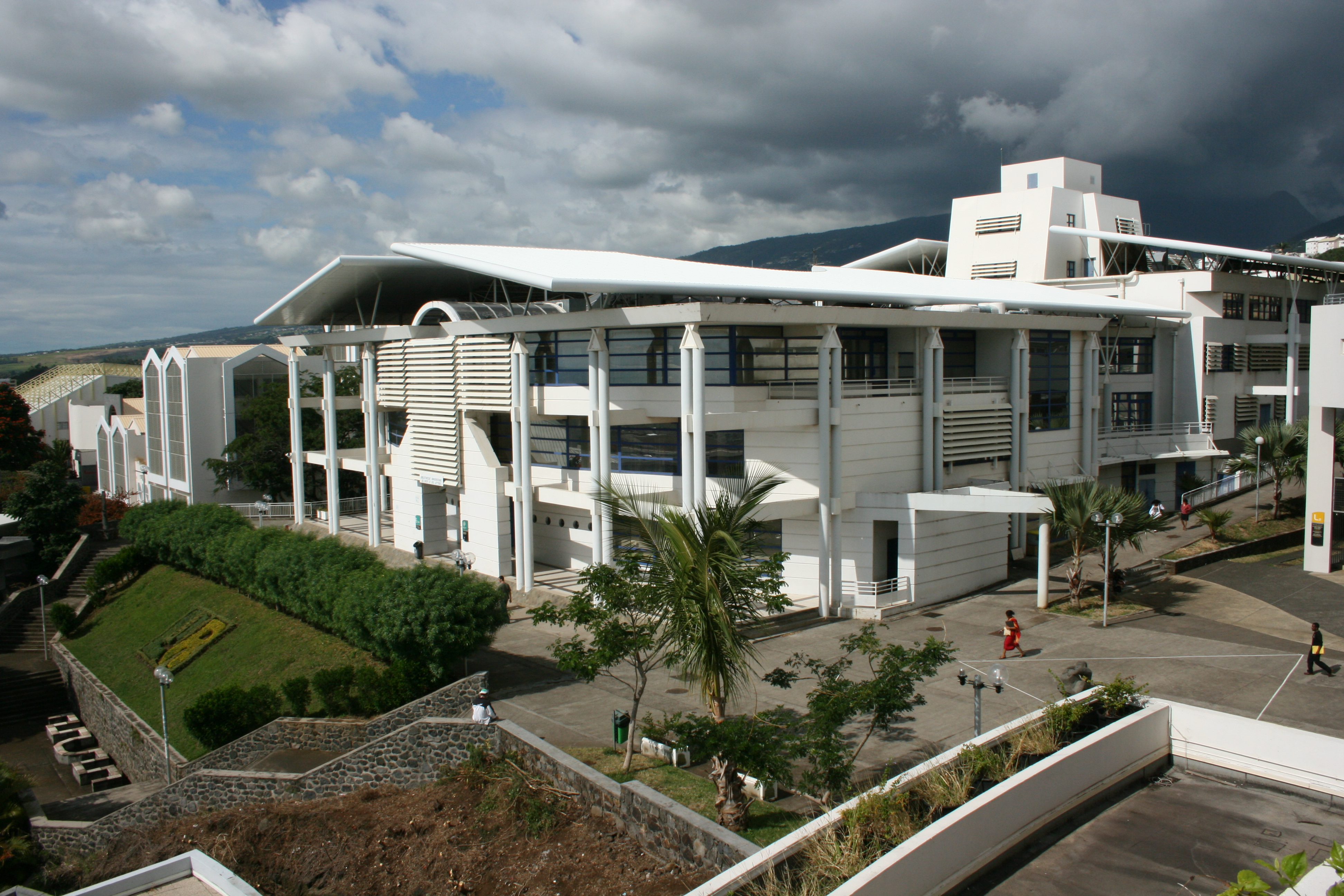
Bibliothek der Rechtswissenschaftlichen Fakultät

Die Universität Réunion (französisch: Université de La Réunion) ist eine staatliche Universität auf der französischen Insel Réunion. Als einzige europäische Universität im Indischen Ozean bietet sie nach europäischem Standard Bachelor- und Masterstudiengänge sowie ein Doktorstudium an.
Die Geschichte geht auf eine 1970 gegründete Privatuniversität zurück. Anfangs gab es drei Fakultäten in den Bereichen Wirtschaftsrecht sowie Geistes- und Naturwissenschaften. 1982 erfolgte die Umwandlung in eine Volluniversität.
Die Universitätsgebäude mit einer Gesamtfläche von 80.000 m² verteilen sich auf die Standorte Saint-Denis, Le Tampon und Saint-Pierre.